# Янківці (Ліський повіт)
Янківці (пол. Jankowce) — лемківське село в Польщі, у гміні Лісько Ліського повіту Підкарпатського воєводства.
Населення — 554 особи (2011).

## Історія
Імовірно, поселення існувало ще за часів Галицької Русі.
Вперше згадується в документі 1441 року, як Іянківці (Iaynkowcze), як власність соб'єнських Кмітів, а також в документах судової справи за 1443 рік.
1477 — згадка про поселення і мешканця Івана Попиела, який прийняв права міста Лісько.
1513 — Яковиці — власник Петро, староста перемишлянський.
1515 — Яниковичі, 1530 — Яниковчі, 1561 — Яніковиці (Balzer) 2 км на північ від Ліська.
1515 i 1523 рр. — згадується, як село Сяноцької землі біля Ліська.
1530 — Яниковчі.
1567 — Пашко Завалидорога, а в 1676 Сєнько Гужина з Яникович приймають право міське Ліська.
1672 — після татарського набігу в селі власності Стадницьких залишилося 5 будинків.
З 1772 р. до 1918 року в складі Австрії й Австро-Угорщини. У 1872 р. відкриті Перша угорсько-галицька залізниця і станція в селі.
У 1919-1939 рр. — у складі Польщі.
На 01.01.1939 у селі було 610 жителів, з них 480 українців-грекокатоликів, 120 українців-римокатоликів і 10 євреїв. Село належало до Ліського повіту Львівського воєводства. У середині вересня 1939 року німці окупували село, однак уже 26 вересня 1939 року мусіли відступити з правобережної частини Сяну, оскільки за пактом Ріббентропа-Молотова вона належала до радянської зони впливу. 27.11.1939 постановою Президії Верховної Ради УРСР село в ході утворення Дрогобицької області включене до неї. Територія ввійшла до складу утвореного 17.01.1940 Ліськівського району (районний центр — Лісько). Наприкінці червня 1941, з початком Радянсько-німецької війни, територія знову була окупована німцями. 17 вересня 1944 року радянські війська (237 дивізія) знову оволоділи територією села. В березні 1945 року територія віддана Польщі.
В 1945–1947 роках все українське населення було піддане етноциду — насильно переселене як до СРСР так й до північно-західної Польщі — Повернених Земель..
У 1975-1998 роках село належало до Кросненського воєводства.

### Церква Покрови ПреСвятої Богородиці
Вперше згадується в документі за 1652 рік. Остання, дерев'яна, збудована і освячена в 1850 році. Філіальна, парафії Лісько Ліського деканату Перемиської єпархії. Знищена після 1947 року. На її місці в 1977-79 рр. збудовано костел. Церковний цвинтар частково зберігся.

## Демографія
Демографічна структура станом на 31 березня 2011 року:
|          | Загалом | Допрацездатний вік | Працездатний вік | Постпрацездатний вік |
| -------- | ------- | ------------------ | ---------------- | -------------------- |
| Чоловіки | 275     | 47                 | 192              | 36                   |
| Жінки    | 279     | 46                 | 167              | 66                   |
| Разом    | 554     | 93                 | 359              | 102                  |